# Карабахаль, Матео
Матео Карабахаль (исп. Mateo Carabajal; род. 21 февраля 1997, Пеуахо, Буэнос-Айрес) — аргентинский футболист, полузащитник клуба «Индепендьенте дель Валье».

## Клубная карьера
Карабахаль — воспитанник клубов «Эстудантес Унидос» и «Арсенал». 14 апреля 2018 года в матче против «Бельграно» он дебютировал в аргентинской Примере. По итогам сезона клуб вылетел из элиты, но Матео остался в команде. 25 августа в матче против «Химнасии Хухуй» он дебютировал в Примере B. По итогам сезона Карабахаль помог клубу вернуться в элиту. 8 ноября 2020 года в поединке против «Атлетико Тукуман» Матео забил свой первый гол за «Арсенал».
Летом 2021 года Карабахаль подписал контракт с эквадорским «Индепендьенте дель Валье». 7 августа в матче против «Мушук Руна» он дебютировал в эквадорской Примере. По итогам дебютного сезона Карабахаль помог клубу выиграть чемпионат. 

## Достижения
Клубные
 «Индепендьенте дель Валье»
- Победитель эквадорской Примеры — 2021